# Berthegon
Berthegon est une commune du Centre-Ouest de la France, située dans le département de la Vienne en région Nouvelle-Aquitaine.
Ses habitants sont appelés les Berthegonais.

## Géographie
Berthegon assure la transition entre les collines crayeuses du Loudunais et les forêts siliceuses du Châtelleraudais.
De la richesse produite par la vigne, sont nées les grosses demeures bourgeoises qui dominent de leur fière allure le bourg. Ces demeures 1900 baptisées les châtelaines et la gare qui permettait d’acheminer les récoltes jusqu’aux halles de Bercy sont aujourd'hui les témoins de cette réussite.

### Géologie et relief
La région de Berthegon présente un paysage de plaines vallonnées plus ou moins boisées. Le terroir se compose :
- de sables verts (pour 47 %) et d'argilo (pour 37 %) sur les collines et les dépressions sableuses des bordures du Bassin parisien ;
- de champagnes ou aubues qui sont des sols gris clair, argilo-limoneux, sur craie et donc calcaires (pour 13 %) et de tuffeau blanc (pour 3 %) sur les collines calcaires.

### Communes limitrophes
|        | Prinçay   | Sérigny           |
| Saires | Berthegon | Orches            |
|        |           | Savigny-sous-Faye |

### Hydrographie
La commune est traversée par la Mable sur une longueur de 2 km.

### Climat
Pour des articles plus généraux, voir Climat de la Nouvelle-Aquitaine et Climat de la Vienne.
Historiquement, la commune est exposée à un climat océanique du nord-ouest.  
En 2020, Météo-France publie une typologie des climats de la France métropolitaine dans laquelle la commune est exposée à un climat océanique altéré et est dans la région climatique  Poitou-Charentes, caractérisée par un bon ensoleillement, particulièrement en été et des vents modérés.
Pour la période 1971-2000, la température annuelle moyenne est de 11,9 °C, avec une amplitude thermique annuelle de 14,8 °C. Le cumul annuel moyen de précipitations est de 662 mm, avec 10,2 jours de précipitations en janvier et 6,3 jours en juillet. Pour la période 1991-2020, la température moyenne annuelle observée sur la station météorologique la plus proche, située sur la commune de Martaizé à 15,49 km à vol d'oiseau, est de 0,0 °C et le cumul annuel moyen de précipitations est de 0,0 mm,. Pour l'avenir, les paramètres climatiques de la commune estimés pour 2050 selon différents scénarios d’émission de gaz à effet de serre sont consultables sur un site dédié publié par Météo-France en novembre 2022.

## Urbanisme

### Typologie
Au 1er janvier 2024, Berthegon est catégorisée commune rurale à habitat dispersé, selon la nouvelle grille communale de densité à sept niveaux définie par l'Insee en 2022.
Elle est située hors unité urbaine et hors attraction des villes,.

### Occupation des sols
L'occupation des sols de la commune, telle qu'elle ressort de la base de données européenne d’occupation biophysique des sols Corine Land Cover (CLC), est marquée par l'importance des territoires agricoles (69,3 % en 2018), en diminution par rapport à 1990 (70,7 %). La répartition détaillée en 2018 est la suivante : 
terres arables (35,2 %), zones agricoles hétérogènes (27,2 %), forêts (26,7 %), prairies (6,9 %), zones urbanisées (4 %). L'évolution de l’occupation des sols de la commune et de ses infrastructures peut être observée sur les différentes représentations cartographiques du territoire : la carte de Cassini (XVIIIe siècle), la carte d'état-major (1820-1866) et les cartes ou photos aériennes de l'IGN pour la période actuelle (1950 à aujourd'hui).

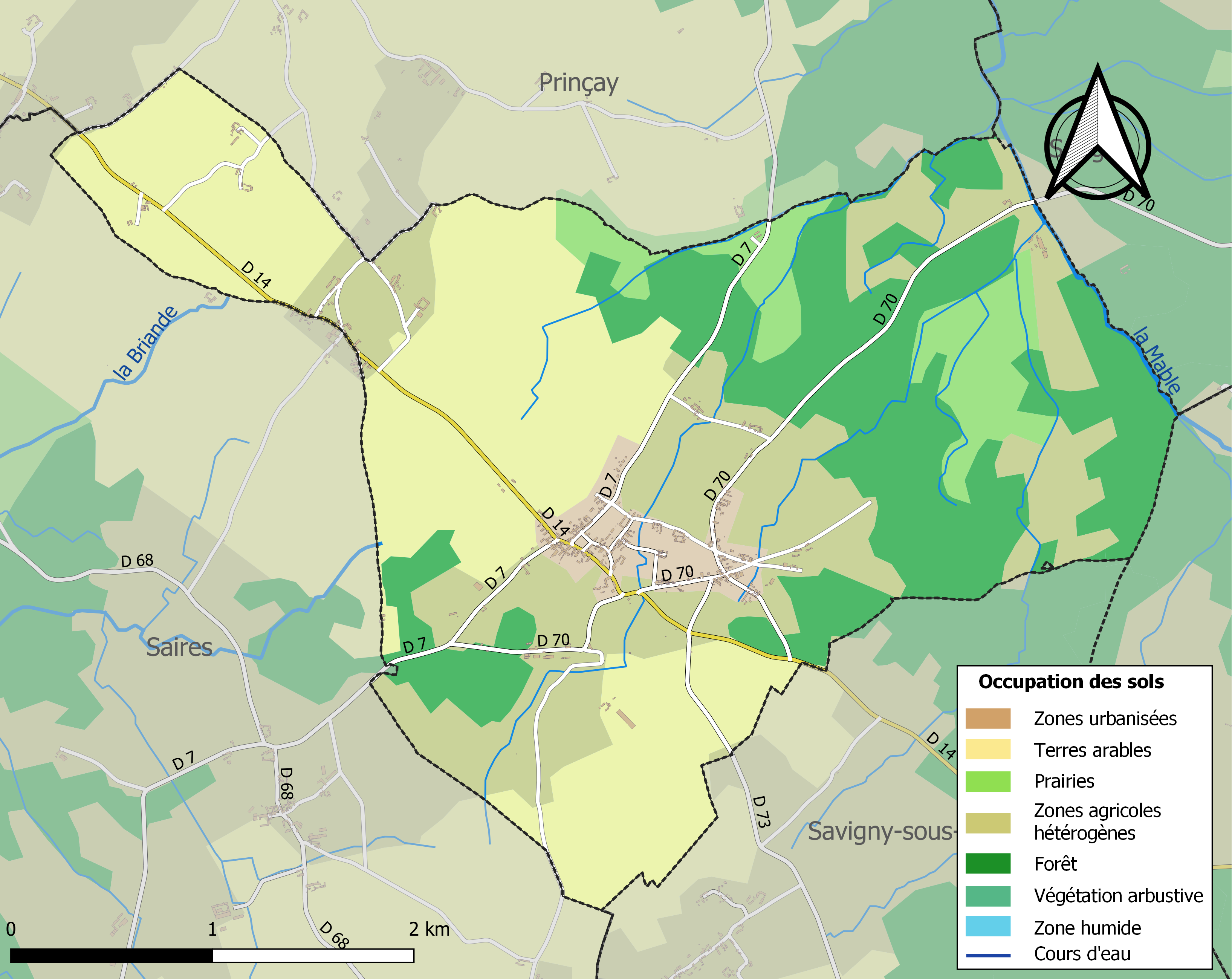
Carte des infrastructures et de l'occupation des sols de la commune en 2018 (CLC).

### Risques majeurs
Le territoire de la commune de Berthegon est vulnérable à différents aléas naturels : météorologiques (tempête, orage, neige, grand froid, canicule ou sécheresse), inondations, mouvements de terrains et séisme (sismicité modérée). Il est également exposé à un risque technologique,  le transport de matières dangereuses. Un site publié par le BRGM permet d'évaluer simplement et rapidement les risques d'un bien localisé soit par son adresse soit par le numéro de sa parcelle.

#### Risques naturels
Certaines parties du territoire communal sont susceptibles d’être affectées par le risque d’inondation par débordement de cours d'eau, notamment le Mable. La commune a été reconnue en état de catastrophe naturelle au titre des dommages causés par les inondations et coulées de boue survenues en 1982, 1999, 2010 et 2013,.

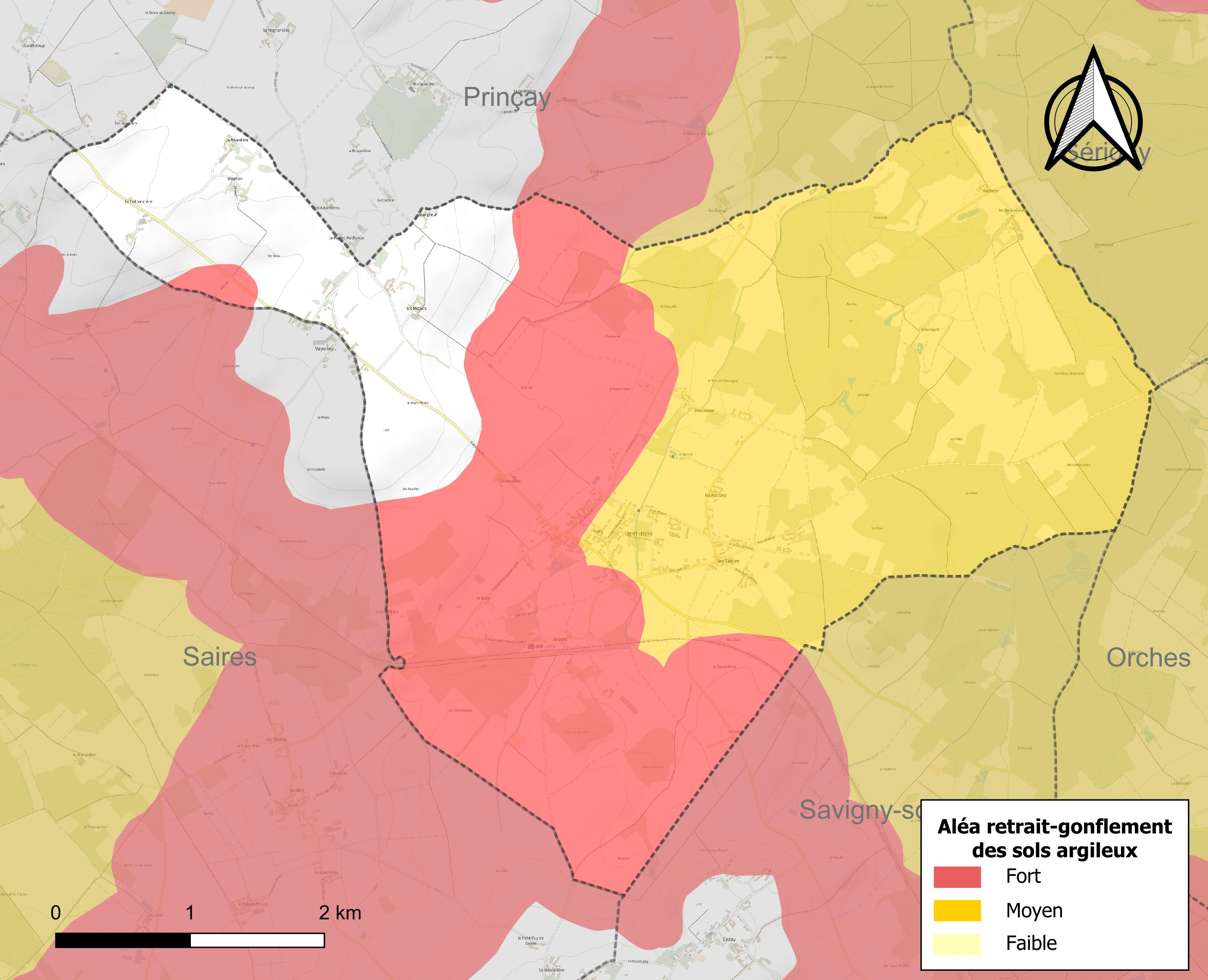
Carte des zones d'aléa retrait-gonflement des sols argileux de Berthegon.

Les mouvements de terrains susceptibles de se produire sur la commune sont des affaissements et effondrements liés aux cavités souterraines (hors mines) et des tassements différentiels. Afin de mieux appréhender le risque d’affaissement de terrain, un inventaire national permet de localiser les éventuelles cavités souterraines sur la commune. Le retrait-gonflement des sols argileux est susceptible d'engendrer des dommages importants aux bâtiments en cas d’alternance de périodes de sécheresse et de pluie. 82,3 % de la superficie communale est en aléa moyen ou fort (79,5 % au niveau départemental et 48,5 % au niveau national). Depuis le 1er octobre 2020, en application de la loi ÉLAN, différentes contraintes s'imposent aux vendeurs, maîtres d'ouvrages ou constructeurs de biens situés dans une zone classée en aléa moyen ou fort,.
La commune a été reconnue en état de catastrophe naturelle au titre des dommages causés par la sécheresse en 2005 et par des mouvements de terrain en 1999 et 2010.

## Toponymie
La légende voue ce village à Berthe et à Radégonde. Ces deux femmes auraient été prisonnières de la vase de la Bouse et craignant la mort, auraient promis de donner leur nom au lieu si elles étaient sauvées.

## Politique et administration

### Liste des maires
| Période   | Période   | Identité        | Étiquette | Qualité           |
| --------- | --------- | --------------- | --------- | ----------------- |
|           |           |                 |           |                   |
| mars 2001 | juin 2010 | Mme Blazy       |           | Morte en fonction |
| juin 2010 | En cours  | Roger Pelletier |           |                   |

### Instances judiciaires et administratives
La commune relève du tribunal d'instance de Poitiers, du tribunal de grande instance de Poitiers, de la cour d'appel  Poitiers, du tribunal pour enfants de Poitiers, du conseil de prud'hommes de Poitiers, du tribunal de commerce de Poitiers, du tribunal administratif de Poitiers et de la cour administrative d'appel  de  Bordeaux, du tribunal des pensions de Poitiers, du tribunal des affaires de la Sécurité sociale de la Vienne, de la cour d’assises de la Vienne.

## Démographie
L'évolution du nombre d'habitants est connue à travers les recensements de la population effectués dans la commune depuis 1793. Pour les communes de moins de 10 000 habitants, une enquête de recensement portant sur toute la population est réalisée tous les cinq ans, les populations de référence des années intermédiaires étant quant à elles estimées par interpolation ou extrapolation. Pour la commune, le premier recensement exhaustif entrant dans le cadre du nouveau dispositif a été réalisé en 2005.

En 2022, la commune comptait 262 habitants, en évolution de −14,1 % par rapport à 2016 (Vienne : +0,6 %, France hors Mayotte : +2,11 %).
| 1793 | 1800 | 1806 | 1821 | 1831 | 1836 | 1841 | 1846 | 1851 |
| ---- | ---- | ---- | ---- | ---- | ---- | ---- | ---- | ---- |
| 304  | 289  | 313  | 288  | 339  | 372  | 368  | 409  | 464  |

| 1856 | 1861 | 1866 | 1872 | 1876 | 1881 | 1886 | 1891 | 1896 |
| ---- | ---- | ---- | ---- | ---- | ---- | ---- | ---- | ---- |
| 475  | 475  | 463  | 467  | 496  | 500  | 512  | 509  | 510  |

| 1901 | 1906 | 1911 | 1921 | 1926 | 1931 | 1936 | 1946 | 1954 |
| ---- | ---- | ---- | ---- | ---- | ---- | ---- | ---- | ---- |
| 524  | 562  | 548  | 531  | 534  | 543  | 567  | 549  | 490  |

| 1962 | 1968 | 1975 | 1982 | 1990 | 1999 | 2005 | 2006 | 2010 |
| ---- | ---- | ---- | ---- | ---- | ---- | ---- | ---- | ---- |
| 477  | 432  | 387  | 319  | 283  | 297  | 281  | 275  | 279  |

| 2015 | 2020 | 2022 | - | - | - | - | - | - |
| ---- | ---- | ---- | - | - | - | - | - | - |
| 302  | 267  | 262  | - | - | - | - | - | - |

En 2008,selon l'Insee, la densité de population de la commune était de 26 hab./km2, 61 hab./km2 pour le département, 68 hab./km2 pour la région Poitou-Charentes et 115 hab./km2 en France.

## Économie
Selon la direction régionale de l'Alimentation, de l'Agriculture et de la Forêt de Poitou-Charentes, il n'y a plus que 5 exploitations agricoles en 2010 contre 6 en 2000.
Les surfaces agricoles utilisées ont diminué et sont passées de 368 hectares en 2000 à 276 hectares en 2010. 65 % sont destinées à la culture des céréales (blé tendre).
Grâce aux financements du conseil général, de nombreux projets ont pu être réalisés :
- éclairage des hameaux ;
- aménagement de la salle socio-éducative ;
- travaux à la mairie ;
- aménagement du centre bourg ;
- assainissement du centre bourg ;
- réfection de la chaussée de la départementale D 14 dans la traversée du bourg.

Le « Pticafé » a fait la une du Canard enchaîné le 24 janvier 2007.

## Culture locale et patrimoine

### Lieux et monuments
- Le manoir de Vayolles est inscrit en totalité au titre des monuments historiques[32] par arrêté du 18 septembre 2006, ainsi que sa parcelle.
- L'église Notre-Dame date des XIIe et XIVe siècles. Elle a été construite en tuffeau. L'édifice est en partie roman mais a été remanié au XVe siècle comme l'attestent les chapiteaux à choux frisés du chœur et les voûtes à nervures prismatiques. Le clocher-mur abrite deux cloches, l'une date de 1774 et l'autre est du XXe siècle.

### Patrimoine naturel
- La « Ligne verte » est un sillon de verdure à  travers la riche campagne. Il offre des buts de promenade inédits au cœur du terroir montois[2]. Ce sillon de verdure correspond à l'aménagement de l'ancienne ligne de chemin de fer Loudun - Châtellerault, inaugurée le 19 septembre 1886 et déclassée le 26 septembre 1992. Elle est aujourd'hui aménagée en circuit pédestre et cyclable d'où le nom de Ligne verte ou encore « chemin de vert »[33].

- La commune abrite une zone naturelle d'intérêt écologique, faunistique et floristique (ZNIEFF)[34] qui couvre 22 % de la surface communale : le massif de Serigny.